# Ітака (містечко, Нью-Йорк)
Ітака (англ. Ithaca) — місто (англ. town) в США, в окрузі Томпкінс штату Нью-Йорк. Населення — 22 283 особи (2020).

## Демографія
Згідно з переписом 2010 року, у місті мешкало 19 930 осіб у 6988 домогосподарствах у складі 3606 родин. Було 7526 помешкань
Расовий склад населення:
| - 79,7 % — білих - 11,4 % — азіатів - 4,1 % — чорних або афроамериканців - 0,2 % — корінних американців - 0,1 % — вихідців з тихоокеанських островів - 1,2 % — осіб інших рас |

До двох чи більше рас належало 3,4 %. Частка іспаномовних становила 4,4 % від усіх жителів.
За віковим діапазоном населення розподілялося таким чином: 14,2 % — особи молодші 18 років, 73,0 % — особи у віці 18—64 років, 12,8 % — особи у віці 65 років та старші. Медіана віку мешканця становила 27,5 року. На 100 осіб жіночої статі у місті припадало 89,1 чоловіків;  на 100 жінок у віці від 18 років та старших — 85,9 чоловіків також старших 18 років.
Середній дохід на одне домашнє господарство  становив 95 062 долари США (медіана — 60 831), а середній дохід на одну сім'ю — 133 853 долари (медіана — 93 829). Медіана доходів становила 61 636 доларів для чоловіків та 55 599 доларів для жінок. За межею бідності перебувало 16,2 % осіб, у тому числі 6,7 % дітей у віці до 18 років та 2,3 % осіб у віці 65 років та старших.
Цивільне працевлаштоване населення становило 9345 осіб. Основні галузі зайнятості: освіта, охорона здоров'я та соціальна допомога — 52,7 %, мистецтво, розваги та відпочинок — 11,3 %, науковці, спеціалісти, менеджери — 9,1 %, роздрібна торгівля — 8,6 %.